# Indantrénkék
Az indantrénkék (E130) (más néven Indanthrene blue RS, C.I. vat blue 4, carbon paper blue, blue O, carbanthrene blue 2R, fenan blue RSN, graphtol blue RL, medium blue, monolite fast blue 3R, indanthrene, indanthrone, pigment blue 60, vagy C.I. 69800) egy szintetikus, kékes színű színezék. Megjelenése apró kék fémtüskékre emlékeztet. Olvadáspontja 470-500 °C. Élelmiszer adalékanyagként, és víz- és mosásállósága miatt ruhafestésre, valamint festékek színének módosítására is használják.
Neve az indigó és antracén összevonásából származik, ui. felfedezője, René Bohn(de) francia-német-svájci vegyész indigószármazéknak tartotta.